# Nebula Maker
Nebula Maker (Créateur de nébuleuses) est un roman de science-fiction d'Olaf Stapledon publié à titre posthume en 1976 par Bran's Head Books, non traduit. Sa rédaction date probablement des années 1932 -1933, alors que Stapledon travaillait parallèlement à un autre roman, Odd John. Il s'agit d'une première ébauche de l'œuvre majeure de l'auteur, Star Maker (Créateur d'étoiles) parue en 1937. Une différence notable entre les 2 ouvrages réside dans le traitement des nébuleuses elles-mêmes, comme éléments d'une civilisation cosmique, peuplée de personnages reconnaissables. Deux d’entre eux – Bright Heart (Cœur brillant) et Fire Bolt (Verrou de feu) – sont traités à la façon de personnes humaines.

## Genèse
Dans son roman Odd John de 1935, Stapledon annonce déjà son intention d'écrire une histoire de l'univers. Son personnage principal, John Wainwright, est lui-même l'auteur d'une œuvre de ce type. À l'été 1933, Stapledon a déjà terminé le brouillon de Nebula Maker ; il le confie alors à son amie, la romancière Naomi Mitchison.
Celle-ci lui livre sa propre critique du texte ; pour elle la figure de Dieu est trop traditionnellement masculine. Elle se déclare par ailleurs amusée par la création de mythes, en contraste avec l'image d'homme au sens pratique et pragmatique que l'auteur désire donner de lui-même. Ces critiques décident Stapledon à retourner à sa table de travail ; le manuscrit est soigneusement rangé sur ses étagères, où il le retrouvera quatre ans plus tard. Stapledon commence alors à travailler sur ce qui allait devenir Star Maker.
Nebula Maker est  publié comme œuvre à part entière en 1976, par Bran's Head Books, avec un avant-propos de Harvey Satty, alors président de l'Olaf Stapledon Society.

## Intrigue

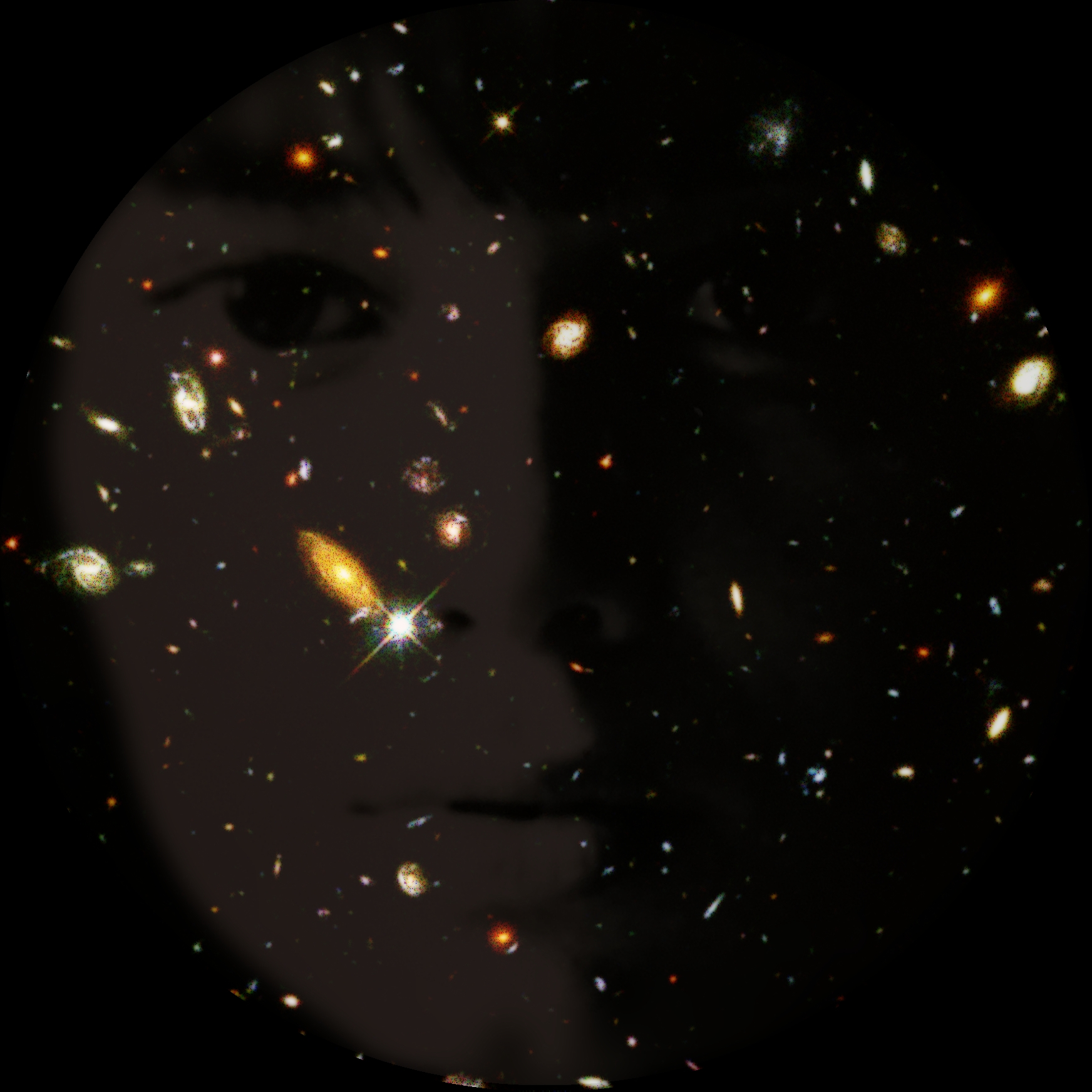
Les Nébuleuses du cosmos, protagonistes du roman.

Comme dans Star Maker, le début de Nebula Maker met en scène un  observateur humain contemplant le ciel et considérant l'immensité du cosmos. À partir de là, les deux romans divergent. Dans Nebula Maker, le narrateur visualise immédiatement le visage du créateur – un masque en constante évolution, tour à tour humain et extraterrestre, démoniaque et angélique« ...[the narrator] looks up at the night sky, and discerns another mysterious face, ugly and satanic yet at the same time 'mysteriously, piercingly beautiful' ». Le narrateur exprime son émerveillement devant cette vision de Dieu en train de créer notre univers :
« As flax, issuing from between the fingers of a woman spinning, comes forth as thread, so from God’s countless fingers chaos issued as fine threads of smoke »
— Stapledon O. Nebula Maker, quoted by: Diehl, PS, 1979

« Comme le lin, qui sort d'entre les doigts d'une femme qui file, se transforme en fil, ainsi le chaos sort des innombrables doigts de Dieu comme de fins filaments de fumée »
— Stapledon O. Nebula Maker, cité par Diehl PS, 1979
L'univers à son commencement est peuplé de formes de vie à la fois de dimensions gigantesques et étranges dont l’histoire va occuper le reste du manuscrit : ce sont les nébuleuses. Isolées ou en amas, ces vastes entités prennent conscience et expriment leurs passions à travers une danse cosmique endiablée. Certaines cependant deviennent perverses et fanatiques, et la guerre éclate dans les cieux. On découvre que les nébuleuses peuvent voyager vers d'autres nébuleuses si elles se nourrissent de la « chair » morte de leurs semblables, et ce développement alimente des éternités de conflits.
Om suit ensuite l'histoire de deux nébuleuses particulières, Bright Heart et Fire Bolt,  représentant les types humains par lesquels Stapledon était le plus attiré, à savoir le saint et le révolutionnaire. Bright Heart prêche la paix et est martyrisé ; Fire Bolt provoque une révolution et change l'ordre social du cosmos.
Après la mort de Bright Heart et alors que Fire Bolt s'effondre dans la sénescence, les nébuleuses restantes tentent d'instaurer la paix et l'harmonie universelles. Une querelle sur la manière d'y parvenir engendre une nouvelle guerre. L’histoire des nébuleuses est donc une tragédie, et alors qu’elles se dissolvent dans les étoiles et les planètes de notre propre époque cosmique, le narrateur s’interroge sur le créateur qui a pu créer une danse aussi complexe d’espoir et de futilité.

## Découpage
L’ouvrage se compose des quinze chapitres suivants :
1. Starlight on a Hill (Clair d’étoiles sur une colline)
2. Creation (La Création)
3. The Cosmos Is Launched (Le Cosmos est lancé)
4. The Great Nebulae Appear (Les Grandes Nébuleuses apparaissent)
5. A Biological Study (Une étude biologique)
6. Outline of a Strange Mentality (Aperçu d’une étrange mentalité)
7. The Social Nebulae (Les nébuleuses sociales)
8. The Martial Groups (Les groupes martiaux)
9. The First Cosmical War (La première guerre cosmique)
10. Bright Heart (Coeur brillant)
11. Bright Heart and Fire Bolt (Coeur brillant et Verrou de feu)
12. Death of Bright Heart (Mort de Coeur brillant)
13. Fire Bolt (Verrou de feu)
14. The Last Phase of the Nebular Era (La phase ultime de l’ère des Nébuleuses)
15. Interlude (Interlude)

## Points communs avecCréateur d'étoiles
Certains éléments de l'histoire des nébuleuses ont été  conservés pour écrire les pénultiemmes chapitres de Star Maker quoique le matériel ait été considérablement modifié et que le concept de guerre inter-nébulaire ait été complètement supprimé. Les créatures nommées « nébuleuses » dans Star Maker seront toujours des êtres spirituels conscients, mais leur tragédie sera désormais celle de la maladie plutôt que de la guerre ; elles acceptent leur destin, qui est de se décomposer dans les étoiles et les planètes qui regorgeront un jour d’une vie plus petite et plus trépidante. Elles ne semblent pas non plus avoir de noms.

## Relation avec les autres œuvres de Stapledon
Bright Heart est vaguement inspiré de Jésus-Christ et du Mahatma Gandhi, tandis que Fire Bolt est calqué sur Lénine. Stapledon a exploré les éléments les plus humains de Nebula Maker et ces deux types de personnalité dans un de ses essais intitulé Saints and Revolutionaries (1939).

## Éditions
Les différentes éditions anglophones de Nebula Maker sont dans l’ordre chronologique :
- (en) Olaf Stapledon, Nebula Maker, Bran's Head Books, 1976, 126 p. (ISBN 0-905220-06-4)
- (en) Olaf Stapledon, Nebula Maker, London, Sphere Books, 1979, 130 p. (ISBN 0-7221-8115-9)
- (en) Olaf Stapledon et Arthur C. Clarke (Introduction), Nebula Maker & Four Encounters, New York, Dodd, Mead & Co., 1983, 260 p. (ISBN 0-396-08105-3)
- (en) Olaf Stapledon, Nebula Maker & Four Encounters, Gateway/Orion, 2013, ebook (ISBN 978-0-575-12870-5)